# Idwal Iwrch
Idwal Iwrch (Idwal 'el Cabirol'), o Idwal ap Cadwaladr (Idwal, fill de Cadwaladr), és una figura en les genealogies reials del Regne de Gwynedd. Era fill de Cadwaladr ap Cadwallon (que regnà entre 655 - 682) i pare de Rhodri Molwynog (mort 754). Els registres d'aquesta etapa són minsos i Idwal apareix només en genealogies de reis posteriors i en una profecia d'uns manuscrits gal·lesos del s. XIV, que diuen que va succeir al seu pare Cadwaladr al tron.
L'únic esment d'Idwal Iwrch en el registre històric és en les genealogies del Jesus College MS 20 (com el pare de "Rhodri Molwynog, fill d'Idwal Iwrch, fill de Cadwaladr Fendigiad") i en les Genealogies de la col·lecció Harley (com a pare de "Rotri, fill d'Intguaul, fill de Catgualart"). La Història de Gal·les de John Davies no esmenta Idwal, mentre que la Història de John Edward Lloyd diu només que Idwal era el pare de Rhodri Molwynog. El rei de Gwynedd en vida d'Idwal no és conegut, i mentre que ell hi és un dels candidats més probables (perquè era fill i pare de reis), no hi ha cap base prou fiable per afirmar-ho o negar-ho.
El nom d'Idwal apareix en el Diàleg entre Myrddin i la seva germana Gwenddydd (en gal·lés: Cyfoesi Myrddin a Gwenddydd ei chwaer), un poema vaticinador escrit en gal·lés mitjà que es preserva en dos manuscrits gal·lesos medievals, Peniarth 3 (c. 1300) i el Llibre roig de Hergest (c. 1380-1410). En el llibre, escrit en forma de pregunta-resposta, es profetitza una successió de reis, amb Idwal entre ells. Aquesta successió coincideix amb les genealogies històriques de pare a fill, però no amb les successions reials conegudes.